# Sphaeromiini
Sphaeromiini es una tribu de dípteros nematóceros perteneciente a la familia Ceratopogonidae.

## Géneros
Géneros según BioLib
- Alloimyia Yu & Liu, 2005
- Austrosphaeromias Spinelli, 1997
- Calyptopogon Kieffer, 1910
- Chelohelea Giles & Wirth, 1985
- Crispomyia Debenham, 1974
- Dibezzia Kieffer, 1911
- Groganhelea Spinelli & Dippolito, 1995
- Guihelea Yu & Qian, 2005
- Hebetula Wirth & Debenham, 1977
- Homohelea Kieffer, 1917
- Indobezzia Das Gupta & Saha, 1995
- Jenkinshelea Macfie, 1934
- Johannsenomyia Malloch, 1915
- Lanatomyia Debenham, 1974
- Lanehelea Wirth & Blanton, 1972
- Mackerrasomyia Debenham, 1970
- Macropeza Meigen, 1818
- Mallochohelea Wirth, 1962
- Neobezzia Wirth & Ratanaworabhan, 1972
- Neosphaeromias Das Gupta & Wirth, 1970
- Nilobezzia Kieffer, 1921
- Niphanohelea Grogan & Wirth, 1981
- Probezzia Kieffer, 1906
- Sphaerohelea Spinelli & Felippe-Bauer, 1990
- Sphaeromias Curtis, 1829
- Wannohelea Yu, in Yu et al., 2006
- Xenohelea Kieffer, 1917